# Mahamat Déby
Mahamat Idriss Déby Itno (arabsky محمد إدريس ديبي إتنو‎; * 1. ledna 1984 N'Djamena), známý také jako Mahamat Kaka, je čadský čtyřhvězdičkový generál, od října 2022 prozatímní prezident Čadu. Moc získal jako předseda Přechodné vojenské rady 20. dubna 2021, když jeho otec, prezident Idriss Déby, zemřel na následky zranění, které utrpěl na frontě.

## Mládí a soukromý život
Déby má tři manželky. Předpokládá se, že Déby a jeho druhá žena mají pět dětí. Débyho třetí manželka úzce spolupracovala se svým zesnulým tchánem, prezidentem Idrissem Débym.

## Předseda vojenské rady a prezident Čadu

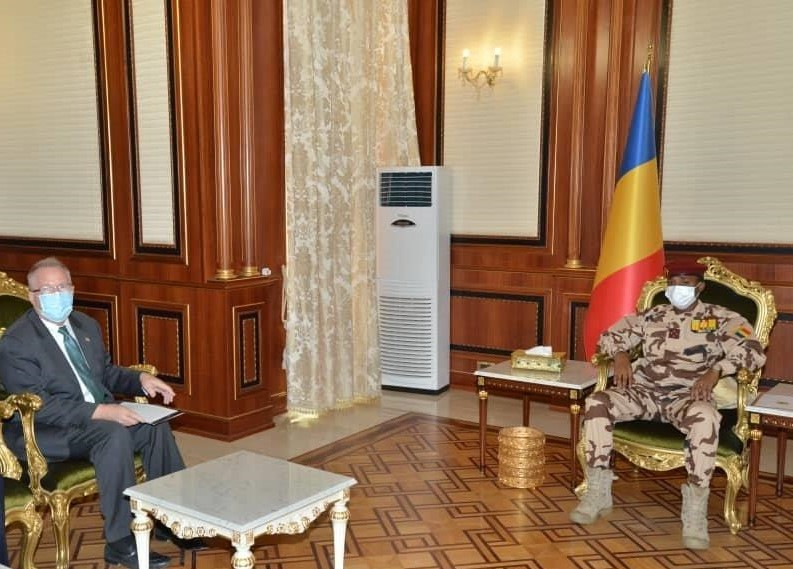
Mahamat Déby s Davidem Gilmourem (2021)

Poté, co 20. dubna 2021 zemřel Mahamatův otec Idriss Déby, armáda oznámila, že zvolená vláda a Národní shromáždění byly rozpuštěny a že národ po dobu 18 měsíců povede Přechodná vojenská rada pod vedením Mahamata. Ústavu nahradila nová listina, na jejímž základě se Mahamat stal prozatímním prezidentem a velitelem ozbrojených sil.
Někteří političtí aktéři v Čadu označili ustavení přechodné vojenské vlády za „převrat“, neboť nebyla dodržena ustanovení týkající se obsazení uvolněného prezidentského úřadu. Podle ústavy měl být po smrti prezidenta Idrisse Débyho jmenován úřadujícím prezidentem předseda Národního shromáždění Haroun Kabadi a měly být vypsány předčasné volby. Jeden z hlavních spojenců Čadu, Francie, však tento vývoj hájí jako nezbytný s odkazem „výjimečné okolnosti“ způsobené povstáním. Débyho podpořilo i širší mezinárodní společenství, které ho popisuje jako „stabilní oporu v Sahelu“. Déby se dokonce zúčastnil summitu afrických lídrů ve Washingtonu, D.C. Navzdory této podpoře povstalci z Fronty pro změnu a shodu v Čadu vyslovili hrozbu nové vládě, když prohlásili, že „Čad není monarchie“, a slíbili, že budou pokračovat v boji, dokud nedosáhnou N'Djameny a nesesadí Mahamata Débyho od moci.

### Francouzská podpora
Déby získal významnou podporu na západě, především od Francie, bývalé koloniální mocnosti Čadu. Emmanuel Macron se zúčastnil pohřbu Idrisse Débyho, kde přislíbil svou podporu vládě Mahamata Débyho. Francie podpořila Čad také vojensky, a to prostřednictvím operace Barkhane, v jejímž rámci bylo v Sahelu rozmístěno více než 5 000 příslušníků francouzské armády. Déby rovněž navštívil Macrona v Elysejském paláci v červnu 2021, kde oba jednali o politické transformaci v Čadu. Navzdory ukončení operace Barkhane v roce 2021 Francie neprojevila žádné váhání ve své podpoře Débyho a pokračuje v umísťování jednotek v regionu.

### Boko Haram
Dne 22. listopadu 2022 došlo k útoku ve vesnici Ngouboua, která se nachází v oblasti Čadského jezera. Při útoku bylo zabito nejméně 10 vojáků Čadské národní armády. V reakci na útok Déby vyslal 150 vojáků do vesnice. Déby uvedl: „Potvrzuji, že Boko Haram je stále aktivní v povodí Čadského jezera“.

### Povodně v roce 2022
V polovině srpna 2022 začaly v Čadu povodně, které se vyžádaly celkem 22 obětí. Podle zprávy Úřadu pro koordinaci humanitárních záležitostí byl povodněmi postižen více než milion lidí. Déby vyhlásil výjimečný stav.